# Coleophora islamella
Coleophora islamella é uma espécie de mariposa do gênero Coleophora pertencente à família Coleophoridae.